# برج القرن 21
برج القرن 21 هو ناطحة سحاب مكونة من 55 طابقًا و400 شقة، تقع على طول شارع الشيخ زايد في دبي. عندما اكتمل بناؤه في عام 2003، حصل على لقب أطول مبنى سكني في العالم، وفي النهاية تجاوزه برج يوريكا في ملبورن، أستراليا وبرج كيو 1 في غولد كوست في أستراليا. ويظهر شعار مجموعة عبد الواحد الرستماني على أعلى البرج.

## الروابط الخارجية
- SkyscraperPage.com
- Emporis